# Прогнозный баланс
Прогнозный баланс, бюджет по балансовому листу (англ. balance sheet) — вид бюджета, предназначенный для планирования и контроля движения всех активов и пассивов компании. Входит в состав сводного бюджета (мастер бюджета). Форма бюджета в общем случае аналогична форме бухгалтерского баланса. Отличие от бухгалтерского баланса может заключаться в аналитике представления активов и пассивов, поскольку для его составления может использоваться управленческий план счетов, отличный от бухгалтерского.

## Порядок составления
Прогнозный баланс составляется исходя из начального сальдо активов и пассивов, а также — планируемых оборотов активов (имущества и прав) и пассивов (обязательств) за плановый период. Движение активов определяется бюджетами (планами) инвестиций, закупок, затрат, бюджетом движения обязательств (в части дебиторской задолженности), бюджетом движения денежных средств, а также — бюджетом финансовых вложений. Движение пассивов — бюджетом движения обязательств (в части кредиторской задолженности), бюджетом финансирования. Изменение нераспределенной прибыли и собственных средств определяется итоговыми статьями бюджета доходов и расходов.
Прогнозный баланс организации может корректироваться в рамках процедур корректировки бюджетов (например, при переходе от годового планирования к квартальному).

## Использование
Прогнозный баланс может использоваться для контроля будущей финансовой устойчивости. Для этих целей на основании его данных рассчитываются финансовые коэффициенты: текущей и общей ликвидности и т. д. Прогнозный баланс также может применяться для установления целевых значений по отдельным статьям активов и пассивов, например: для определения максимального размера оборотных средств, дебиторской задолженности, целевого значения кредиторской задолженности.